# Johan Kjeldahl
Johan Gustav Christoffer Thorsager Kjeldahl (Kopenhagen, 16 augustus 1849 - Tisvilde, 18 juli 1900) was een Deens scheikundige die bekend werd door het ontwikkelen van de Kjeldahl-methode voor het analytisch bepalen van de hoeveelheid stikstof in een hoeveelheid organische stof (het naar hem genoemde Kjeldahl-stikstof).
Kjeldahl werkte in Kopenhagen aan het Carlsberglaboratorium, dat verbonden is aan de Carlsbergbrouwerij, waar hij van 1876 tot zijn dood in 1900 hoofd van de afdeling Scheikunde was. Hij deed daar aanvankelijk technisch controleonderzoek in verband met de bierproductie, maar ging zich later ook met wetenschappelijke vraagstukken bezighouden. Tot zijn leerlingen behoorde onder anderen de Deense botanicus en geneticus Wilhelm Johannsen (1857-1927), die vanaf 1881 aan het Carlsberglaboratorium werkzaam was.
Na zijn overlijden werd Kjeldahl als hoofd van de afdeling Scheikunde opgevolgd door de Deense scheikundige Søren Sørensen (1868-1939). Kjeldahl bleef zijn leven lang ongehuwd.

## Wetenschappelijke erkenning

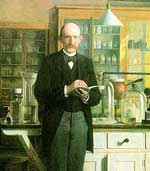
Johan Kjeldahl in 1883 toen hij de Kjeldahl-methode ontwikkelde in het laboratorium van Carlsberg.

- Lid van de Kongelige Danske Videnskabernes Selskab, de Koninklijke Deense Academie van Wetenschappen (1890)
- Lid van de Videnskabsselskabet i Christiania, de Noorse Academie van Wetenschappen (1892)
- Eredoctoraat van de Universiteit van Kopenhagen (1894)
- Ridderkruis van de Orde van de Dannebrog (1898)

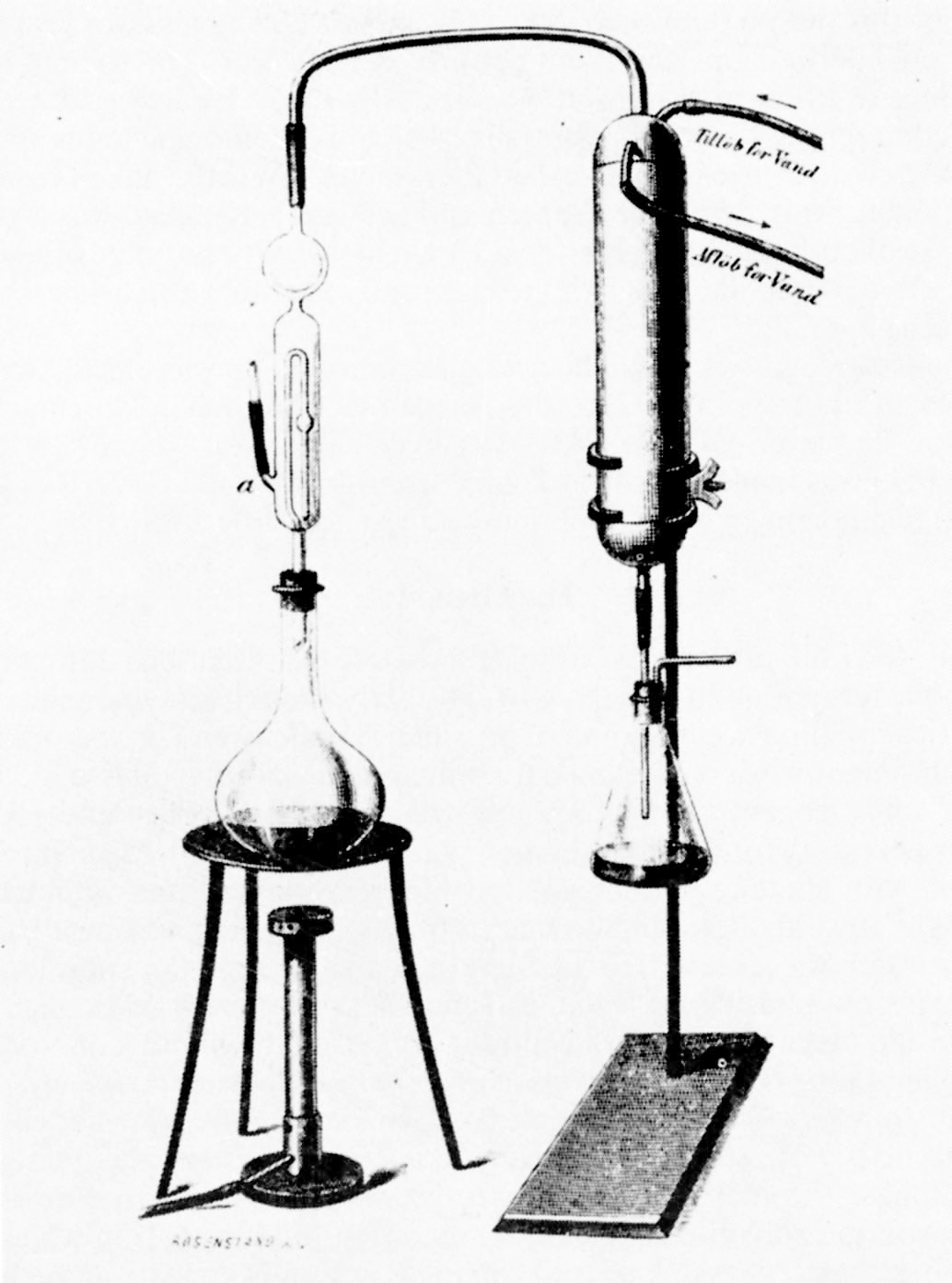
Het originele apparaat waarmee Johan Kjeldahl in 1883 werkte